# Seboncourt
Seboncourt település Franciaországban, Aisne megyében. Lakosainak száma 1085 fő (2022. január 1.). Seboncourt Aisonville-et-Bernoville, Bohain-en-Vermandois, Étaves-et-Bocquiaux, Fresnoy-le-Grand, Grougis, Mennevret és Vaux-Andigny községekkel határos.

## Népesség
A település népessége az elmúlt években az alábbi módon változott:
| Lakosok száma | 1132 | 1085 | 1103 | 1072 | 1105 | 1103 | 1097 | 1083 | 1082 | 1085 |
|               | 1968 | 1982 | 1990 | 2006 | 2013 | 2015 | 2017 | 2019 | 2020 | 2022 |